# Rue Walckiers
Pour les articles homonymes, voir Walckiers.
La rue Walckiers (en néerlandais : Walckiersstraat) est une rue bruxelloise située sur la commune d'Evere pour les numéros pairs et sur la commune de Schaerbeek pour les numéros impairs.
Elle commence au carrefour de la rue du Tilleul et de la rue de Picardie, longe le parc Walckiers et se prolonge par la rue du Château en direction du Moeraske.
La numérotation des habitations va de 5 à 7 pour le côté impair et de 2 à 46 pour le côté pair.
La partie sur Evere se nomme rue Walkiers.
La rue porte le nom d'un banquier et propriétaire terrien belge, Édouard Walckiers, né en 1758 à Bruxelles et décédé en 1837 à Paris.
Bruxelles possède également une avenue Walckiers à Auderghem.

## Adresses notables
- Institut de la Sainte-Famille, ancien château d’Édouard Vandermissen (1860) bâti sur les ruines du château d'Adrien Ange Walckiers (1765)[1] ;
- Parc Walckiers, ancien parc du château, en grande partie détruit puis abandonné[2] ;
- no 44 : fresque murale « Risques de guerre », classée par arrêté royal le 1er avril 2004.